# Аргентинські острови
Аргентинські острови (англ. the Argentine Islands) — група островів біля західного узбережжя Антарктичного півострова у складі архіпелагу Вільгельма (географічні координати: 65°15'00" пд.ш., 64°16'00" зх.д.), розташовані за 9 км на південний захід від острова Петерманн і 7 км на північний захід від мису Туксен на півострові Київ, і відокремлені від нього протокою Пенола. Відкриті Французькою антарктичною експедицією (1903—1905 роки), очолюваною Жаном-Батистом Шарко, і названі ним на честь Аргентинської Республіки на знак вдячності за підтримку, яку надав уряд цієї держави його експедиції.

## Історія
Британська експедиція на Землю Ґреяма 1934—1937 рр., очолювана Джоном Раймілом, збудувала у 1935 році базу для зимівлі на острові Вінтер, що входить до складу Аргентинських островів. База була зруйнована у 1946 році (ймовірно, від цунамі). З 1947 року на цьому місці постійно діяла британська метеообсерваторія «База F» (або «Аргентинські острови»). У 1954 році база була перенесена на мис Марина сусіднього острова Галіндез й перейменована на станцію Фарадей у 1977 році. Весь комплекс споруд діючої станції (крім будівлі «Бази F» на острові Вінтер) передано 6 лютого 1996 року уряду України і перейменовано на станцію «Академік Вернадський».
Головна будівля «Бази F» на острові Вінтер, «Будинок Ворді» (або «Хатина Ворді»), названа на честь сера Джеймса Ворді, почесного секретаря Королівського географічного товариства (1934—1948 рр.), одного із засновників і директора Інституту полярних досліджень імені Скотта (1937—1955 р.), учасника Імперської Трансантарктичної експедиції 1914—1917 рр., очолюваної сером Ернестом Шеклтоном. Будівля «Бази F» (Хатина Ворді) внесена 19 травня 1995 року до Переліку історичних місць та пам'яток за № 62 відповідно до положень Договору про Антарктику як зразок ранньої британської наукової бази 1947 року.